# Fool, Spiritul Scenei
Fool, Spiritul Scenei este un personaj ficțional din seria anime și manga Kaleido Star. Se proclamă "Spiritul Scenic" deoarece puține persoane sunt înzestrate cu darul de a-l vedea și auzi. Este prezentat ca având două țeluri în anime: găsirea unei persoane care să execute Manevra Legendară și aflarea persoanei care să devină un adevărat Kaleido Star, iar ambele vise sunt îndeplinite de către Sora.
Cu toate că este un spirit, Fool este observat ca fiind capabil să interacționeze cu diverse obiecte, precum un fermoar de costum, o telecomandă sau o casetă video. 
Este dublat de către Takehito Koyasu în limba japoneză și în limba engleză de către Jay Hickman.

## Descriere

### Prima serie
Fool apare către sfârșitul primului episod, în momentul când Sora se pregătește să se stabilească în dormitorul ei. Este înspăimântată de Fool, numindu-l "păpușa vorbitoare" și încearcă să îl ignore. Nu reușește acest lucru, acesta continuând să îi înrăutățească credința referitoare la fantome. Sora va încerca să își schimbe camera apelând la Sarah, însă mai târziu va uita de această opțiune. 
Când Sora este obosită, Fool îi sugerează să facă un duș sau o baie; acest lucru relevă faptul că Fool are și o latură perversă, în ciuda măreției sale ca Spirit al Scenei. Oricând încearcă să o spioneze pe Sora sau prietenele ei la duș, Fool este prins de către Sora și ascuns într-un sertar, este legat cu o ață sau lansat pe distanțe lungi. 
În prima serie, Fool veghează asupra Sorei și îi prezice viitorul prin Tarot. Atunci când spectacolul Libertatea a fost creat de Sora și prietenii ei pentru a uni acrobații de la Kaleido Stage înainte ca acesta să fie preluat de Yuri, Sora și-a pierdut puterea de a-l vedea pe Fool. Dezamăgită că nu-l va mai vedea niciodată, se va întâlni cu Layla, iar discuția cu ea îi readuce încrederea în sine. Simțind că nu este încă timpul să renunțe la scenă, Sora îl va revedea pe Fool, care îi arată cartea Soarelui, afirmând că ea trebuie să urmeze viitorul strălucit. 
Când Layla va putea să îl vadă pe Fool, acesta le povestește despre Manevra Legendară, manevra care a ucis mulți acrobați care au executat-o și care pare imposibilă de realizat. Locul lor de antrenament este la Marele Canion împreună cu Kalos. Cu toate că Sora se antrenează foarte mult, Fool este ferm în decizia lui de a nu le dezvălui în ce constă Manevra înainte să fie pregătite. Când Layla este în spital datorită rănirii la umăr, ambele fete îl înfruntă pe Fool, spunând că nu se tem de moarte și că vor executa Manevra, indiferent de ce va urma. Fool atunci le va revela fetelor Manevra (cei din jur și privitorul nu o pot auzi), iar Manevra va fi executată cu succes. 

### A doua serie
Nu se remarcă o schimbare majoră, cu excepția îmbunătățirii relației de prietenie dintre Fool și Sora. Deoarece a găsit pe cele care au executat Manevra Legendară, își propune ca găsească pe cea care va deveni un adevărat Kaleido Star. Folosește o bilă de cristal, observând constelațiile Sorei și a prietenilor ei (Sora este Săgetător, Layla este Leu, Rosetta este Berbec, Yuri este Pești, Leon este Scorpion și May este Taur.)
Când Sora executa Manevra Îngerului și devine un star adevărat, Rosetta posedă abilitatea de a-l observa pe Fool, replica lui finală fiind "Și astfel visul de a deveni un adevărat Kaleido Star a trecut la un alt nesăbuit...".

### Kaleido Star OVA: Prințesa fără zâmbet
Fool are un rol minor în primul OVA al seriei Kaleido Star, unde Sora și Rosetta sunt partenere într-un următor spectacol. Se pare că Rosetta se înțelege foarte bine cu Fool, numindu-l Maestrul Fool. Acest lucru îl înduioșează pe Fool, care începe să plângă când este numit "maestru" și își dă masca jos pentru prima dată, spre socul Sorei. Mai târziu, Sora va descoperi o pictură a unei prințese și a unui bufon, care seamănă izbitor cu Rosetta și Fool. Spiritul Scenei este aruncat de către Sora în momentul când încearcă să o păcălească pe Rosetta prin metodele sale perverse și se va reîntoarce fără mască. Începe să o întrebe pe "prințesă" care manevra ar dori să execute, Legendara Manevră sau Acrobația Îngerului. Sora încearcă să vorbească cu Fool, însă acesta este într-o transă indusă de amintirea prințesei, care vorbea cu bufonul. Acesta afirmă că dacă el este îngerul, ea este demonul (sugerează Acrobația Îngerului). Deodată, un bărbat intră brusc în încăpere și îl atacă pe Fool cu o sabie și își va reveni din transă (lucru ce ar sugera chiar posibilitatea ca Fool să fie același bufon din pictură). Rosetta va găsi masca lui Fool pe o pânză de păianjen la o stație de autobuz și vede toate amintirile închise în ea. Masca lui va dispărea și va fi înlocuită de alta.

## Înfățișare
Fool este de mărimea unei păpuși, având părul foarte lung și o pelerină (evocată doar în primul episod).